# Macrosiphum parvifolii
Macrosiphum parvifolii är en insektsart som beskrevs av Richards 1967. Macrosiphum parvifolii ingår i släktet Macrosiphum och familjen långrörsbladlöss. Inga underarter finns listade i Catalogue of Life.